# Ljusnäbbad grönbulbyl
Ljusnäbbad grönbulbyl (Phyllastrephus cerviniventris) är en fågel i familjen bulbyler inom ordningen tättingar.

## Utbredning och systematik
Fågeln förekommer från södra Kenya till Tanzania, Zambia, södra Demokratiska republiken Kongo, Malawi och Moçambique. Den behandlas antingen som monotypisk eller delas in i två underarter med följande utbredning:
- Phyllastrephus cerviniventris schoutedeni – centrala Kenya till centrala Moçambique, Zambia och östra Angola
- Phyllastrephus cerviniventris cerviniventris – Katanga i sydöstra Demokratiska republiken Kongo

## Status
Arten har ett stort utbredningsområde och beståndet anses stabilt. Internationella naturvårdsunionen IUCN listar den därför som livskraftig (LC).